# Tubalarzy
Tubalarzy (ros. тубалары, nazwa własna Туба, w l. mn. Тубалар) – niewielka turecka grupa etniczna, zamieszkująca w południowej Syberii (Rosja), głównie w północnej części autonomicznej rosyjskiej Republiki Ałtaju.
Ojczystym językiem jest dialekt języka ałtajskiego, należącego do grupy języków tureckich; w ostatnich latach dla coraz większej liczby Tubalarów językiem ojczystym jest język rosyjski.
Tubalarzy byli niegdyś wyznawcami szamanizmu, obecnie wyznają głównie buddyzm.
Zdaniem etnografów naród ten wykształcił się ze zmieszania plemion tureckich z ludami jenisejskimi (pokrewnymi Ketom), ludami samojedzkimi oraz – prawdopodobnie – ludami ugrofińskimi.
Według wyników spisu powszechnego w 2002 r. Federację Rosyjską zamieszkiwało 1565 Tubalarów.